# Symetryczno-liryczna
Symetryczno-liryczna je čtvrtý singl z alba Folkhorod skupiny Enej. K písni byl natočen videoklip, který režíroval Mateusz Winkiel. Premiéra singlu se konala dne 3. června 2013 ve vysílání rádia RMF FM.

## Žebříčky
| Žebříček                | Pozice |
| ----------------------- | ------ |
| Polish Airplay Chart    | 2      |
| RMF FM – POPLista       | 1      |
| Wietrzne Radio – Top 15 | 1      |
| Žebříček hitů rádia ZET | 1      |
| RMF Maxxx – Hop Bęc     | 3      |
| Eska – Gorąca 20        | 1      |
| Žebříček hitů rádia PiK | 1      |

## Ocenění a nominace
| Rok  | Cena                   | Kategorie     | Výsledek  |
| ---- | ---------------------- | ------------- | --------- |
| 2013 | Plebiscit rádia RMF FM | Hit léta 2013 | vítězství |
| 2013 | Plebiscit rádia RMF FM | Hit roku 2013 | 2. místo  |
| 2013 | Plebiscit rádia ZET    | Hit roku 2013 | 2. místo  |